# Dasytes fusculus
Dasytes fusculus är en skalbaggsart som först beskrevs av Johann Karl Wilhelm Illiger 1801.  Dasytes fusculus ingår i släktet Dasytes, och familjen borstbaggar. Enligt den finländska rödlistan är arten nära hotad i Finland. Arten är reproducerande i Sverige. Artens livsmiljö är tallmyrar.